# Siv (mytologi)
Siv eller Sif (namnet kan tolkas som "släktskap", "svågerlag” och "äktenskap") är i nordisk mytologi hustru till Tor. De har tillsammans dottern Trud. Mode är Tors son, men det råder osäkerhet om Siv är hans mor eller inte. Magne är Sivs styvson, och Jord är hennes svärmor.
Siv är svågerlagets och äktenskapets gudinna. Om man önskar en livskraftig avkomma skall man åkalla Sif.
Vid ett tillfälle låter Loke klippa av Sivs guldgula hår på skämt. Ställd inför Tors vrede låter han Ivaldesönerna tillverka nytt hår åt henne i rent guld. Så fort håret läggs på hennes huvud växer det fast. Det är samma smeder som tillverkade Gungner och Skidbladner.
Enligt Viktor Rydberg så är Siv Ullers mor med osäkerhet om vem som är hans far.

## Moderna influenser
- Sif har inspirerat till namnet Sif Mons för sköldvulkanen på planeten Venus.[1]
- Marvel Comics figur Sif, är baserad på Siv och porträtteras av Jaimie Alexander i Marvel Studios' film Thor. [2]

## Galleri

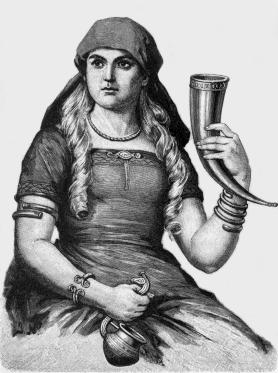
Denna illustration av Jenny Nyström ur Nils Fredrik Sanders verk Edda om den poetiska Eddan från 1893 visar Sif med sitt långa, ljusa hår.
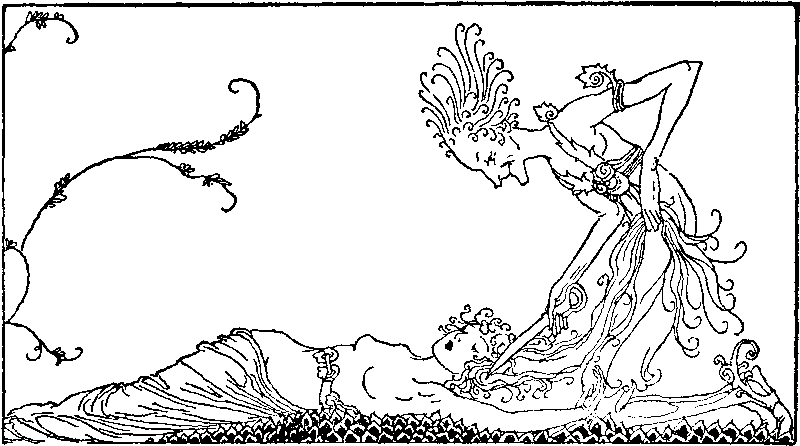
Loke klipper av Sivs hår och skapar därmed missväxt på åkrarna
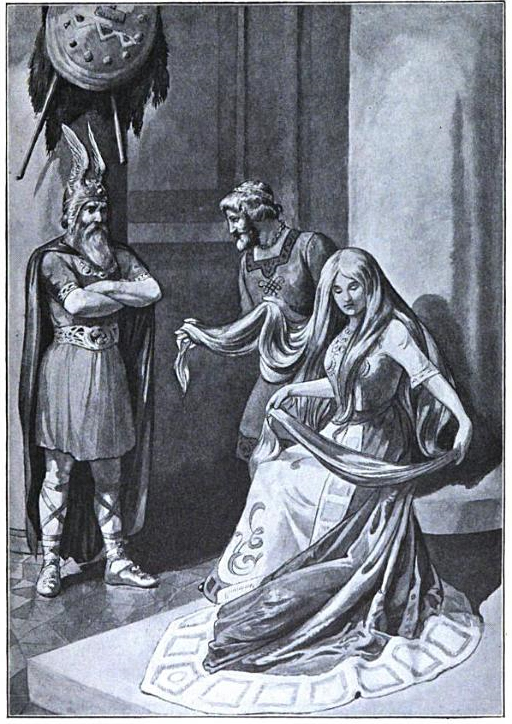
Loke får göra nytt hår till Siv av renaste guld